# Херрманн, Гюнтер (футболист, 1939)
Гюнтер Херрманн (нем. Günther Herrmann; 1 сентября 1939, Трир, Рейнская провинция — 22 июля 2023) — западногерманский футболист.

## Биография

### Игровая карьера
Начал свою карьеру в трирском «Айнтрахте», в котором отыграл два сезона с 1956 по 1958 год.
По окончании сезона перешёл в «Карлсруэ», в котором отыграл пять сезонов. Следующим его клубом в карьере был «Шальке 04», в составе которого он отыграл четыре сезона, став одним из ключевых игроков. По окончании сезона 1966/67 вернулся в «Карлсруэ», где отыграл сезон, а затем покинул команду.
Его последним клубом в карьере стал швейцарский «Сьон», в котором он играл семь сезонов, выиграв с клубом в 1974 году Кубок Швейцарии. По окончании сезона 1974/75 он завершил карьеру игрока.
Был в заявке сборной ФРГ на ЧМ-1962, но на турнире не играл.

### Смерть
Скончался 22 июля 2023 года в возрасте 83 лет.

## Достижения
«Сьон»
- Кубок Швейцарии (1): 1974